# هيرمان دبليو. سنو
هيرمان دبليو. سنو (بالإنجليزية: Herman W. Snow)‏ هو محامي وسياسي أمريكي، ولد في 3 يوليو 1836 في الولايات المتحدة، وتوفي في 25 أغسطس 1914 في نفس البلد. حزبياً، نشط في الحزب الديمقراطي. وقد انتخب عضو مجلس نواب إلينوي وانتخب عضو مجلس النواب الأمريكي.